# 格拉茨新猶太會堂

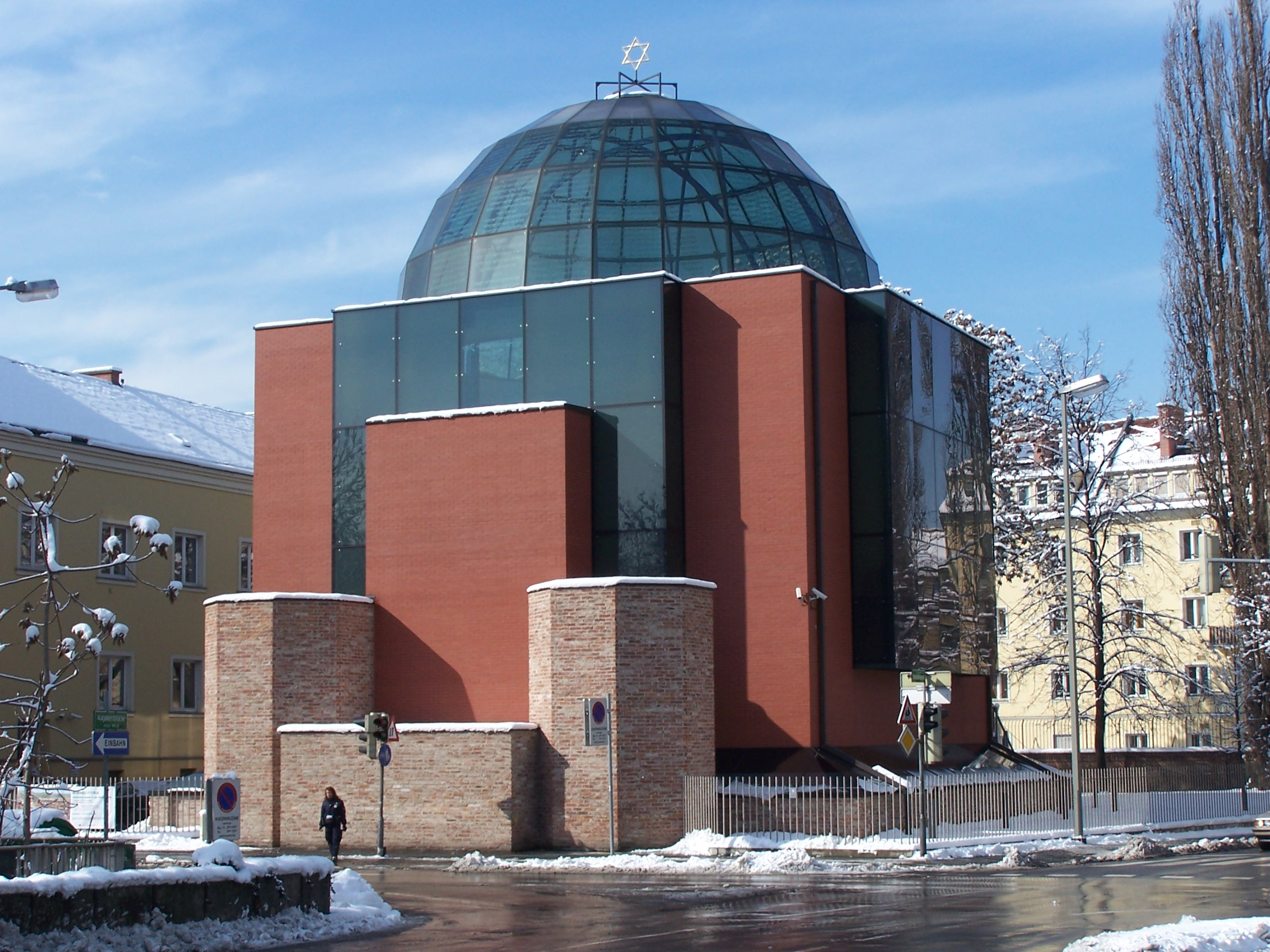
格拉茨新猶太會堂

格拉茨新猶太會堂（New Synagogue of Graz）是奧地利城市格拉茨的一座猶太會堂，位於穆爾河右岸。第一次世界大戰之前，格拉茨有約2,000名猶太人。在第二次世界大戰結束後，格拉茨僅有約150名猶太人。新猶太會堂由Jörg和Ingrid Mayr設計。